# Devil May Cry
Devil May Cry (Japans: デビルメイクライ, Romaji: Debiru Mei Kurai), of kortweg DMC, is een action-adventurecomputerspel van de Japanse gameproducent Capcom.

## Verhaal
Het verhaal in het spel draait om de zoon van de demonische ridder Sparda uit de onderwereld die de mensheid heeft gered van de ondergang. Dante, half demoon en half mens, vecht samen met het vrouwenfiguur Trish tegen helwezens. De kenmerken van Dantes uiterlijk zijn: wit haar, blauw en rode ogen, een rood kostuum met vaak een zwaard en een pistool. In het spel begint de speler met de jonge Nero die zijn vriendin beschermt, en vervolgens speelt hij weer met Dante.

## Populariteit
De serie is zeer populair in Azië en de Verenigde Staten, waar een manga/anime en een tekenfilmserie zijn verschenen. Sinds de allereerste versie heeft Devil May Cry veel prijzen gewonnen als meest innovatieve action-adventurespel. 

## Ontvangst
| Beoordeeld door       | Jaar | Score |
| --------------------- | ---- | ----- |
| PSX Extreme           | 2001 | 100%  |
| Gamesmania            | 2001 | 95%   |
| GameSpy               | 2001 | 93%   |
| Game Revolution       | 2001 | 91%   |
| Thunderbolt Games     | 2007 | 90%   |
| 4Players.de           | 2002 | 89%   |
| Netjak                | 2002 | 85%   |
| Jeuxvideo.com         | 2001 | 85%   |
| The Video Game Critic | 2005 | 83%   |
| All Game Guide        | 2001 | 80%   |

## Trivia
- Het spel is opgenomen in het boek 1001 Video Games You Must Play Before You Die van Tony Mott.